# معن (اسم)
معن هو اسم علم مذكر من أصل عربي، ومعناه هو كل ما ينتفع به الكثير والقليل.

## شخصيات تحمل الاسم
- معن أبو نوار (سياسي أردني، 26 يوليو 1928 – 22 سبتمبر 2016)
- معن القطامين (1 أغسطس 1968 – )
- معن بن أوس
- معن بن زائدة ( – 769)
- معن بن صمادح (وزير أندلسي، 1010 – 1052)
- معن بن عبد الواحد الصانع (رائد أعمال سعودي، القرن 20 – )
- معن بن عدي
- معن بن يزيد السلمي
- معن خضري (لاعب كرة قدم سعودي، 13 ديسمبر 1991 – )
- معن عبد الحق (ممثل سوري، 1978 – )
- معن بن حمد الجاسر رجل أعمال سعودي.[3]

## وصلات خارجية
- موسوعة السلطان قابوس لأسماء العرب